# کاکووسکی
کاکووسکی (انگلیسی: Čakovečki) شرکت صنایع غذایی کروات است، که در سال ۱۸۹۳ تأسیس شد.